# Степова балка (пам'ятка природи, Черкаський район)
Степова балка — ботанічна пам'ятка природи.
Об'єкт розташований на території Корсунь-Шевченківської міської громади Черкаського району Черкаської області, біля села Виграїв.
Площа — 7,2 га.
Статус отриманий 2023 року.